# کمیته نوبل ادبیات

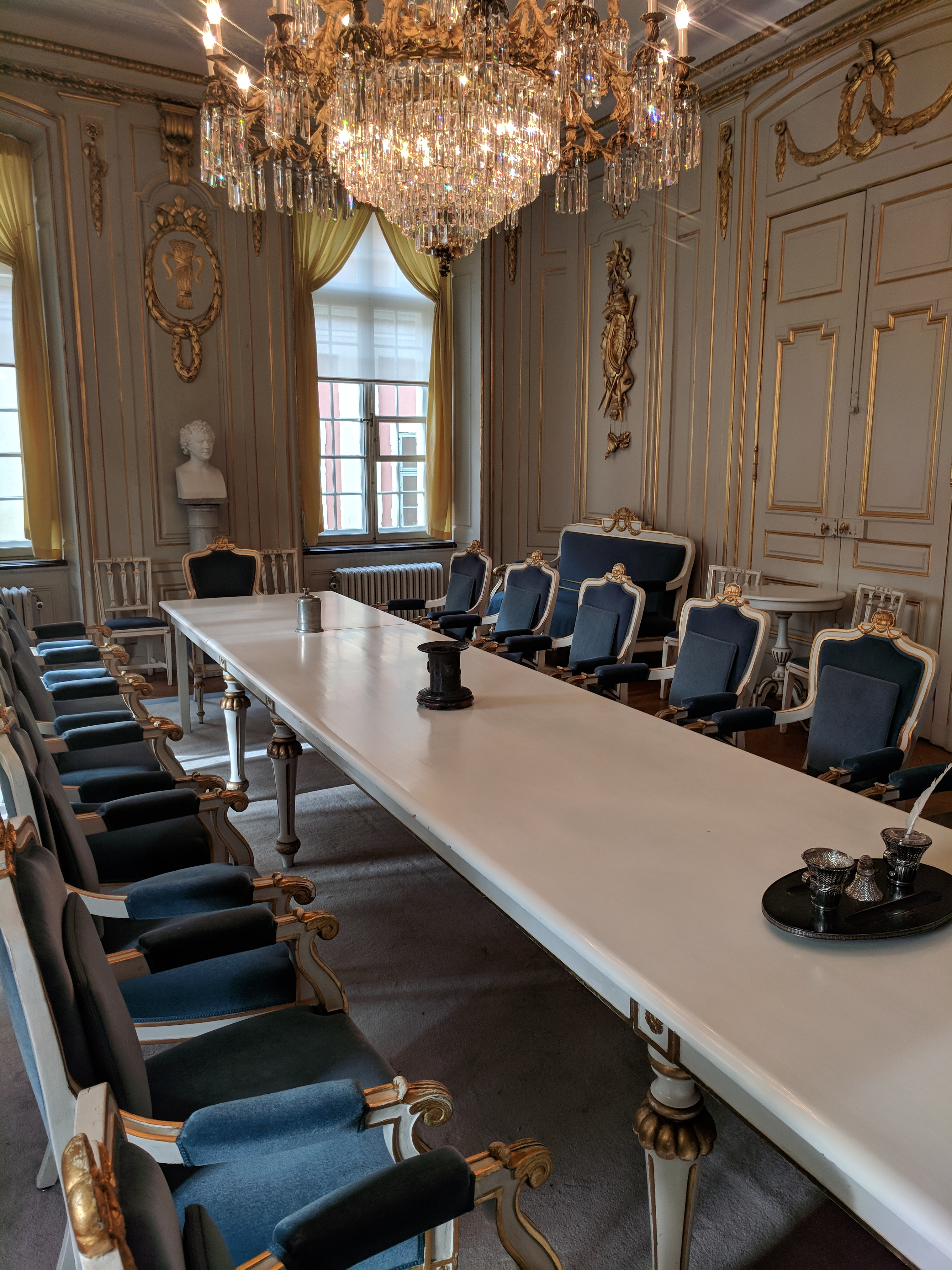
اتاق جلسات اعضای آکادمی سوئد.

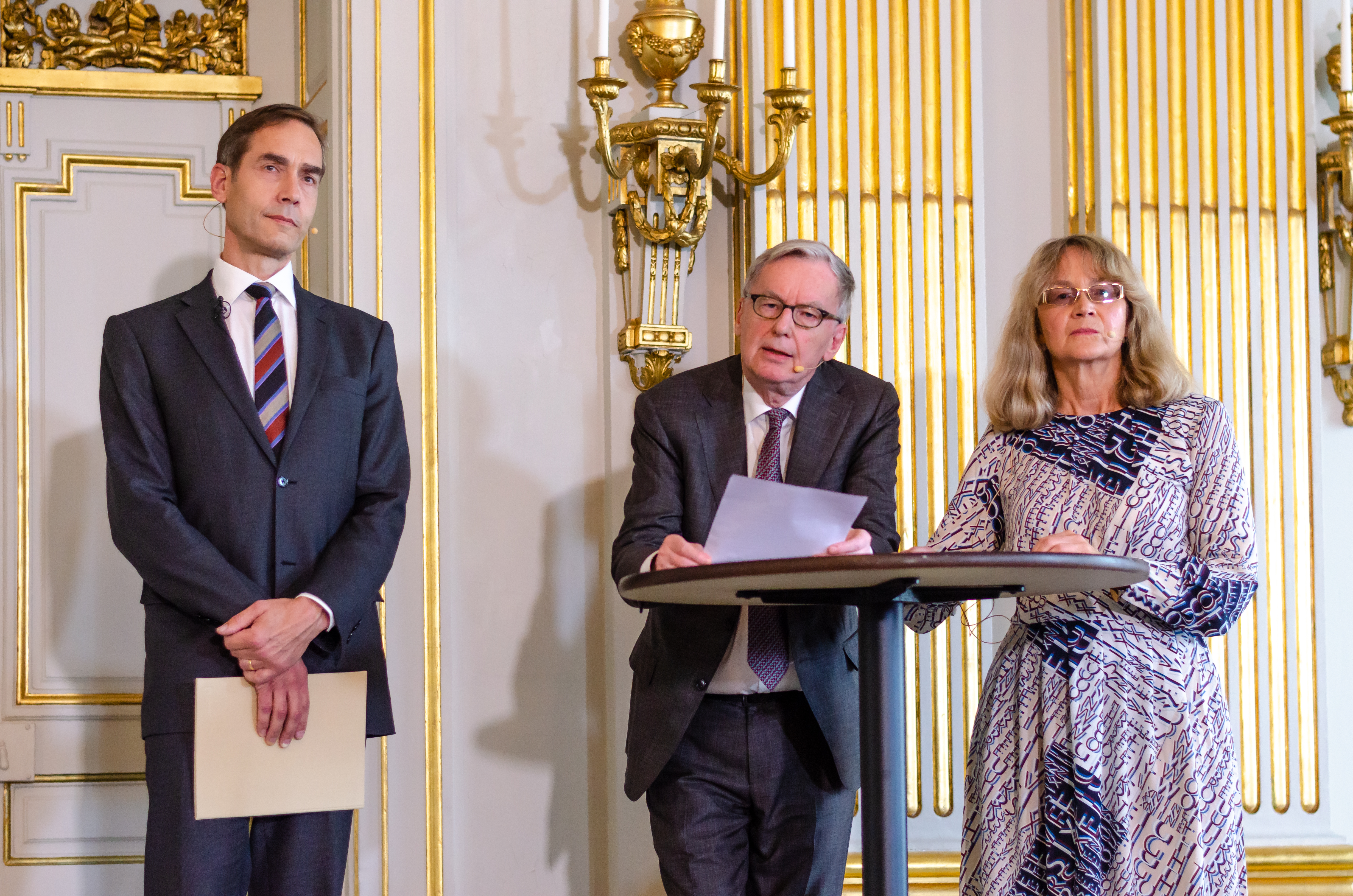
آندرش اولسون رئیس کمیته، به همراه الن متسون، عضو کمیته و متس مالم ، دبیر دائمی، در حال توضیح ویژگی‌های آنی ارنو برای برنده شدن جایزه نوبل ۲۰۲۲ هستند.

کمیته نوبل ادبیات، کمیته نوبل مسئول ارزیابی نامزدها و ارائه توصیه‌های خود به آکادمی سوئد است که سپس از طریق رأی‌گیری، جایزه نوبل ادبیات را انتخاب می‌کند. 

## اعضای فعلی
اعضای آکادمی سوئد که از سال ۲۰۲۴ کمیته فعلی نوبل ادبیات را تشکیل می‌دهند عبارتند از افراد زیر: 
| اعضای کمیته |       |                               |        |                        |                             |
| شماره صندلی | تصویر | نام                           | انتخاب | موقعیت                 | حرفه                        |
| ۴           |       | آندرش اولسون، (متولد ۱۹۴۹)    | ۲۰۰۸   | رئیس کمیته             | منتقد ادبی، مورخ ادبی       |
| ۱۱          |       | متس مالم، (متولد ۱۹۶۴)        | ۲۰۱۸   | عضو وابسته، دبیر دائمی | مترجم، مورخ ادبی، ویراستار  |
| ۹           |       | الن متسون، (متولد ۱۹۶۳)       | ۲۰۱۹   | عضو                    | رمان‌نویس، مقاله‌نویس         |
| ۱۴          |       | استیو سم-سندبرگ، (متولد ۱۹۵۸) | ۲۰۲۱   | عضو                    | روزنامه‌نگار، نویسنده، مترجم |
| ۱۳          |       | آن سوارد، (متولد ۱۹۶۹)        | ۲۰۱۹   | عضو                    | رمان نویس                   |
| ۱۶          |       | آنا-کارین پالم، (متولد ۱۹۶۱)  | ۲۰۲۳   | عضو وابسته             | رمان‌نویس، نویسنده فرهنگی    |

## اعضای سابق
- کارل داوید آف وایرسن ۱۹۰۰–۱۹۱۲ (رئیس)[۴]
- کارل سنویلسکی ۱۹۰۰–۱۹۰۳
- کلاس تئودور اودنر ۱۹۰۰–۱۹۰۳
- هانس هیلدبراند ۱۹۰۳–۱۹۱۳ (رئیس موقت ۱۹۱۲–۱۹۱۳)
- اریک اکسل کارلفلت ۱۹۰۷–۱۹۳۱
- هارالد یارنه ۱۹۱۳–۱۹۲۱ (رئیس)
- پر هالستروم ۱۹۱۳–۱۹۴۶ (رئیس ۱۹۲۲–۱۹۴۶)
- هنریک شوک ۱۹۲۰–۱۹۳۶
- آندش اوسترلینگ ۱۹۲۱–۱۹۸۱ (رئیس ۱۹۴۷–۱۹۷۰)
- فردریک بوک ۱۹۲۹–۱۹۵۰
- هیالمار همرشولد ۱۹۳۲–۱۹۴۶
- سیگفرید سیورتس ۱۹۴۲–۱۹۶۳
- هیالمار گولبرگ ۱۹۴۷–۱۹۶۱
- ایویند جانسون ۱۹۵۹–۱۹۷۲
- هنری اولسون ۱۹۶۰–۱۹۷۱
- کارل راینار گیهرو ۱۹۶۳–۱۹۸۲ (رئیس ۱۹۷۰–۱۹۸۰)
- اریک لینده‌گرن ۱۹۶۴–۱۹۶۸
- لارس یولنستن ۱۹۶۸–۱۹۸۷ (رئیس ۱۹۸۱–۱۹۸۷)
- آرتور لوندکویست ۱۹۶۹–۱۹۸۶
- یوهانس ادفلت ۱۹۷۲–۱۹۸۷
- اوستن شوستراند ۱۹۷۹–۱۹۹۰
- ششتین اکمن ۱۹۸۳–۱۹۸۷
- استوره آلن ۱۹۸۷–۱۹۹۹
- شل اریک اسپمارک ۱۹۸۷–۲۰۰۴ (رئیس)
- کاتارینا فروستن‌سون ۲۰۰۲–۲۰۱۵، عضو همکار ۲۰۱۵–۲۰۱۸
- کریستانا لوکن ۲۰۰۸–۲۰۲۰
- پیتر انگلاند، عضو همکار ۲۰۰۹–۲۰۱۵
- سارا دانیوس، عضو همکار ۲۰۱۵–۲۰۱۹
- سارا استریدسبری، ترم بهار ۲۰۱۸
- یسپر سونبرو ۲۰۱۹–۲۰۲۰